# Haralds Silovs
Haralds Silovs (Riga, 7 april 1986) is een voormalig Lets langebaanschaatser, shorttracker en tweevoudig Europees kampioen shorttrack. In de Adelskalender, van het langebaanschaatsen, kwam Silovs op 8 januari 2012 binnen op plek 104 door zijn eerste verreden 10.000 meter, in 14.23,38, tijdens het EK Allround 2012 in Boedapest. Sinds deze 10.000 meter bezit Silovs alle Letse langebaanrecords. Na het seizoen 2011/2012 bezit hij de 33e plek in de Adelskalendern.

## Biografie
Silovs groeide op in een sportieve familie. Zijn moeder, Signe, deed aan kunstrijden, zijn vader, Edvins, was een baanwielrenner en zijn oudere broer, Helmuts, deed aan atletiek. Haralds richtte zich op het shorttracken. Naast het shorttracken mountainbiket Haralds ook veel. Op zijn 15e werd Haralds nationaal kampioen mountainbiken voor junioren.
In Letland waren er weinig tot geen faciliteiten, maar Haralds en zijn broer Helmuts werden in 2001 uitgenodigd voor een trainingskamp in Slowakije, waar Hongaarse trainers ze verder hielpen op shorttrackgebied. Via regionale wedstrijden kreeg Haralds het shorttracken steeds beter onder de knie. Hij trainde mee met Belgische en Franse shorttrackers.
In 2006 werd Jeroen Otter zijn trainer. Dankzij Otter ging Silovs nog beter presteren wat resulteerde in medailles tijdens World Cups. In 2008 werd Silovs in eigen land Europees kampioen shorttrack. Hij won de 1500m en werd overall eerste. In 2009 probeerde Silovs zijn titel te verdedigen maar tevergeefs. De Italiaan Nicola Rodigari versloeg Silovs op het Europees kampioen shorttrack. In het seizoen 2009/2010 maakte Silovs zijn debuut in het langebaanschaatsen op internationaal niveau tijdens de wereldbekerwedstrijden in Calgary. Op het EK in Hamar eindigde Silovs als veertiende, waarmee hij zich ook plaatste voor het WK in Heerenveen. Haralds verkoos het WK Shorttrack boven het WK Allround. Beide evenementen vonden plaats tijdens hetzelfde weekend.
Tijdens de Winterspelen in Vancouver zorgde Silovs voor een primeur. De Let nam als eerste atleet zowel deel aan de shorttrack- als de langebaanwedstrijden. Op de openingsdag van de Spelen werd hij op de 5000m twintigste. Later die dag drong hij op de shorttrackbaan door tot de B-finale op de 1500m en eindigde als tiende. Tevens is hij de enige atleet die op dezelfde dag aan twee verschillende Olympische disciplines meedeed.
In het seizoen 2010/2011 trainde Silovs mee met het Nederlandse shorttrackteam. Otter was in Calgary zijn coach, maar werd door de KNSB aangesteld als coach van het Nederlandse shorttrackteam. Zodoende kwam Silovs ook over naar Heerenveen en mocht een maand op proef meetrainen. Na een maand bleek de proef erg goed aan te slaan en mocht Silovs blijven.
Vanaf seizoen 2011/2012 trainde Silovs mee met de Kia Speed Skating Academy vanuit Inzell. Bij het EK Allround in Boedapest reed Silovs zijn eerste 10 kilometer in 14.23,38. Vanaf seizoen 2013/2014 sluit Silovs zich weer aan bij Otter in voorbereiding op het olympische seizoen. Vanaf seizoen 2015/2016 maakt hij deel uit van Team JustLease.nl onder leiding van Rutger Tijssen.

## Persoonlijke records

### Langebaan
| Afstand      | Tijd      | Datum            | Baan           |
| ------------ | --------- | ---------------- | -------------- |
| 500 meter    | 0 35,32   | 27 januari 2013  | Salt Lake City |
| 1000 meter   | 0 1.07,47 | 26 januari 2013  | Salt Lake City |
| 1500 meter   | 0 1.43,35 | 9 december 2017  | Salt Lake City |
| 3000 meter   | 0 3.43,43 | 7 augustus 2009  | Calgary        |
| 5000 meter   | 0 6.15,60 | 10 december 2017 | Salt Lake City |
| 10.000 meter | 13.43,66  | 19 februari 2012 | Moskou         |

### Shorttrack
| Afstand    | Tijd     | Datum      | Baan      | Land |
| ---------- | -------- | ---------- | --------- | ---- |
| 500 meter  | 41,079   | 14-11-2009 | Marquette | USA  |
| 1000 meter | 1.24,282 | 15-11-2009 | Marquette | USA  |
| 1500 meter | 2.14,009 | 13-02-2010 | Vancouver | CAN  |
| 3000 meter | 4.42,344 | 16-12-2007 | Dresden   | GER  |

## Resultaten

### Langebaan
| Jaar | EK Allround             | WK Allround            | WK Sprint               | WK afstanden            | Olympische Spelen                 | Wereldbeker                                           |
| ---- | ----------------------- | ---------------------- | ----------------------- | ----------------------- | --------------------------------- | ----------------------------------------------------- |
| 2010 | NC14 (12e, 14e, 9e, -)  |                        |                         |                         | 20e 5000m                         | 54e 1000m 40e 1500m 31e 5k/10k                        |
| 2011 | NC16 (14e, 14e, 20e, -) |                        | NC35 (39e, 30e, 35e, -) | 18e 5000m               |                                   | 61e 1000m 51e 1500m 37e 5k/10k                        |
| 2012 | 6e (6e, 6e, 6e, 9e)     | 7e (4e, 9e, 7e, 8e)    | 17e (25e, 8e, 27e, 5e)  |                         |                                   | 25e 1000m 45e 1500m 39e 5k/10k 23e Massastart         |
| 2013 | NC12 (10e, 9e, 7e, -)   | 7e · (, 12e, 7e, 7e)   | 18e · (30e, , 26e, )    | 10e 1000m 9e 1500m      |                                   | 25e 1000m 13e 1500m 43e 5k/10k 10e Massastart         |
| 2014 | NC13 (11e, 17e, 13e, -) | NC11 (9e, 17e, 10e, -) |                         |                         | 37e 500m 24e 1000m 14e 1500m      | 0p 500m 27e 1000m 21e 1500m 44e 5k/10k                |
| 2015 | 7e (7e, 7e, 6e, 8e)     | NC10 (10, 13, 8, -)    |                         | 16e 1500m 4e massastart |                                   | 50e 500m 29e 1000m 15e 1500m 48e 5k/10k 9e massastart |
| 2016 | 6e (7e, 6e, 6e, 6e)     | NC9 (4, 11, 7, -)      |                         | 8e 1500m 13e massastart |                                   | 0p 500m 0p 1000m 15e 1500m 43e 5k/10k 17e massastart  |
| 2017 |                         | NC11 (12e, 12e, 5e, -) |                         |                         |                                   | 0p 5k/10k                                             |
| 2018 |                         | 7e · (, 12e, , 7e)     |                         |                         | 15e 1000m 4e 1500m HF9 massastart | 33e 1000m 16e 1500m 34e 5k/10k                        |
| 2019 | NC9 · (, 9e, 6e, DNS)   | 8e (5e, 15e, 9e, 8e)   |                         | 21e 1500m 9e massastart |                                   | 36e 1000m 31e 1500m 55e 5k/10k 12e massastart         |
| 2020 |                         |                        |                         | 7e massastart           |                                   | 51e 1500m 53e 5k/10k 13e massastart                   |
| 2021 |                         |                        |                         | 13e massastart          |                                   | 36e 1500m 29e 5k/10 5e massastart                     |
| 2022 |                         |                        |                         |                         | 24e 1500m HF9 massastart          | 48e 500m 0P 5k/10 29e massastart                      |

NC# = niet gekwalificeerd voor de laatste afstand, maar wel als #e geklasseerd in de eindrangschikking
HF9 = 9e in halve finale
(#, #, #, #) = afstandspositie op allround- of sprinttoernooi. Allround (500m, 5000m, 1500m, 10.000m). Sprint (1e 500m, 1e 1000m, 2e 500m, 2e 1000m).

### Shorttrack
| Jaar | EK                                               | WK                                          | Olympische Spelen            |
| ---- | ------------------------------------------------ | ------------------------------------------- | ---------------------------- |
| 2003 | 40e Klassement 30e 500m 38e 1000m 35e 1500m      | 45e Klassement 34e 500m 43e 1000m 53e 1500m |                              |
| 2004 | 39e Klassement 41e 500m 30e 1000m 38e 1500m      | 41e Klassement 34e 500m 37e 1000m 30e 1500m |                              |
| 2005 | 18e Klassement 18e 500m 20e 1000m 18e 1500m      | 22e Klassement 38e 500m 19e 1000m 11e 1500m |                              |
| 2006 | 25e Klassement 30e 500m 13e 1000m 31e 1500m      | 22e Klassement 21e 500m 12e 1000m 34e 1500m |                              |
| 2007 | 11e Klassement 5e 500m 5e 1000m 8e 1500m         | 13e Klassement 14e 500m 12e 1000m 18e 1500m |                              |
| 2008 | Klassement · 7e 500m · 1000m · 1500m · 3000m     | 22e Klassement 31e 500m 24e 1000m 14e 1500m |                              |
| 2009 | Klassement · 4e 500m · 13e 1000m · 1500m · 3000m | 17e Klassement 22e 500m 14e 1000m 11e 1500m |                              |
| 2010 |                                                  | 10e Klassement 6e 500m 10e 1000m 9e 1500m   | 12e 500m 16e 1000m 11e 1500m |
| 2011 | Klassement · 500m · 1000m · 1500m · 3000m        |                                             |                              |

- Nationale Bibliotheek van Letland: 000258868
- Virtual International Authority File: 3982152502888110800000